# Виссер, Риа
	Адриана Йоханна Виссер (нидерл. Adriana Johanna Visser, также известна как Риа Виссер, нидерл. Ria Visser; ; род. 20 июля 1961 года) — нидерландская конькобежка, серебряный призёр зимних Олимпийских игр 1980 года на дистанции 1500 м, 5-кратная чемпионка Нидерландов в классическом многоборье и 3-кратная призёр.

## Биография

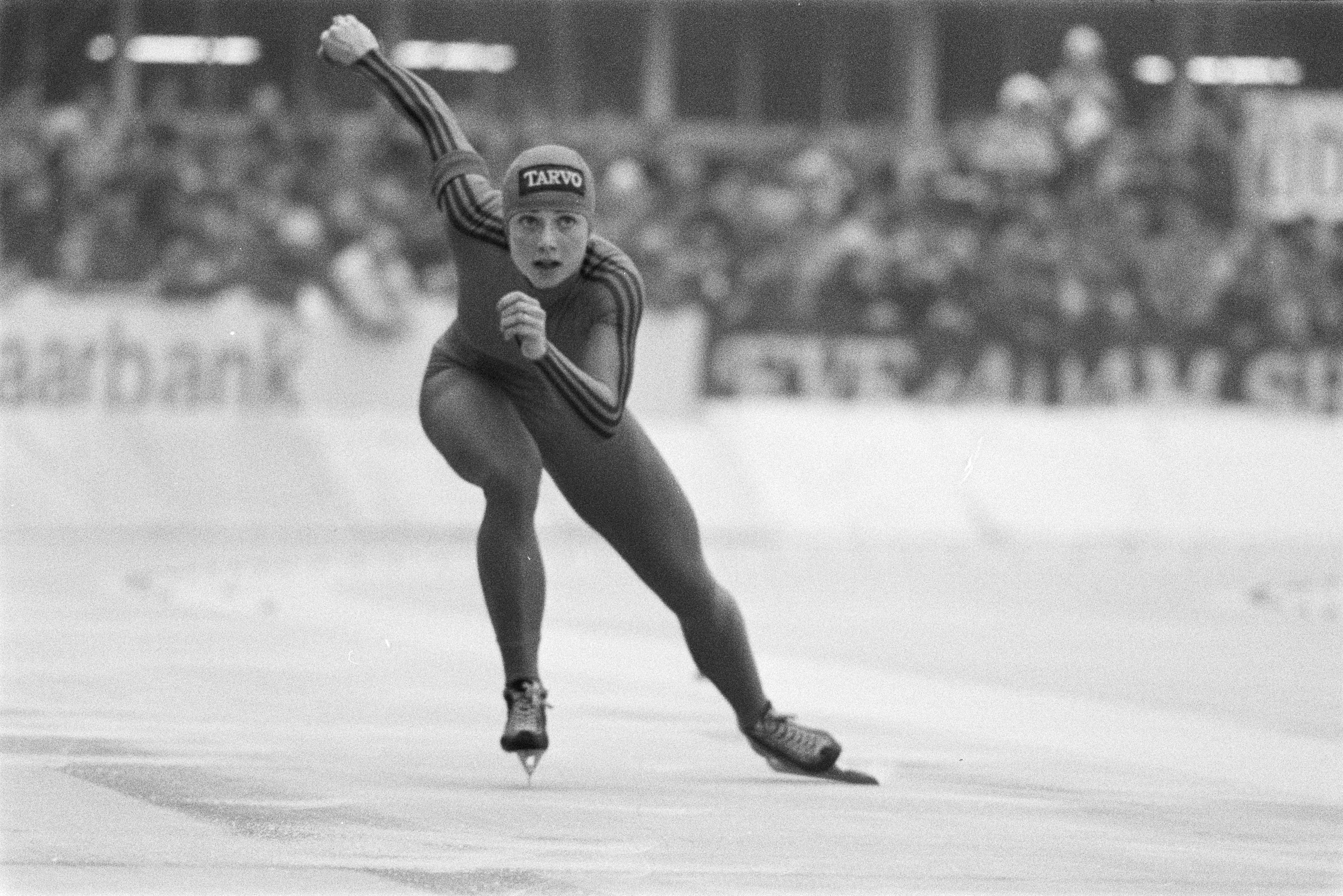
Виссер в 1983 году

Риа Виссер родилась в Ауд-Бейерланде. Она начала заниматься конькобежным спортом в 9-летнем возрасте. Каждую субботу утром она ездила на автобусе в Утрехт на каток для тренировки. В 1972 году она заняла 2-е место в многоборье на чемпионате Нидерландов среди юниоров.
В 1979 и 1980 году она занимала третье место на чемпионате мира по конькобежному спорту среди юниоров в мини-многоборье. В том же 79-м стала 2-й на чемпионате Нидерландов в многоборье и дебютировала на чемпионате мира в классическом многоборье, где заняла 6-е место, а через год финишировала 14-й. В том же 1980 году заняла 27-е место на спринтерском чемпионате мира.
На зимних Олимпийских играх 1980 года 18-летняя Виссер завоевала серебряную медаль на дистанции 1500 м, уступив соотечественнице Анни Боркинк. Виссер пять раз побеждала на чемпионате Нидерландов по конькобежному спорту в классическом многоборье среди женщин в 1980 и 1983—1986 годах. Большее количество побед на этом чемпионате было только у конькобежки Стин Кайсер. Тем не менее, Виссер больше не достигала призовых мест на международном уровне.
В 1982 году Риа заняла 2-е место в многоборье на Национальном чемпионате и 12-е на чемпионате Европы в Херенвене. В 1983 году после победы на чемпионате Нидерландов вновь стала 12-й на чемпионате Европы. В 1984 году была 11-й на чемпионате мира в классическом многоборье и на зимних Олимпийских играх в Сараево заняла 13-е место на 1500 м, 25-е на 3000 м и 30-е на 500 м.
В 1985 году Виссер добралась до 4-го места на чемпионате Европы по многоборью и через год стала 10-й на чемпионате Европы в Гейтусе. В марте 86-го на чемпионате мира в классическом многоборье заняла 9-е место. В 1987 году Виссер получила травму. В 1988 году на чемпионате Нидерландов стала третьей в забеге на 3000 м. В том же году из-за травмы завершила карьеру спортсменки.

## Личная жизнь и семья
После завершения карьеры она работала спортивным комментатором и аналитиком на нидерландском телевидении. В 1991—1992 годах вела телепрограмму De Sleutels van Fort Boyard. Писала статьи для нескольких журналов, преподавала конькобежный спорт на любительском уровне. В 2001 году Виссер опубликовала книгу о конькобежном спорте для детей и анализировала соревнования по фигурному катанию для "NOS Studio Sport" с 2005 по Олимпийские игры 2010 года. Работала журналистом-фрилансером, написала книгу по фитнесу в сотрудничестве с еженедельником "Margriet" и посещала различные курсы, йогу и медитацию. В настоящее время проводит презентации и семинары для женщин зарядом энергии от сосредоточенности, потока и хорошего самочувствия. Виссер была дважды замужем. В 2001 году у неё родилась дочь от второго брака.